# Drgania

Drganie obciążnika na sprężynie

Drgania, oscylacje (z łac. oscillatio – kołysanie, wahanie), czasem wibracje – procesy, w trakcie których pewne wielkości fizyczne na przemian rosną i maleją w czasie. Czasem nakłada się dwa dodatkowe warunki na te zmiany:
- są okresowe lub prawie okresowe;
- przechodzą przez stan równowagi.

Układ drgający to inaczej oscylator.

## Przykłady drgań
Szczególnymi rodzajami drgań rozpatrywanymi w fizyce są:
- drgania mechaniczne: np. okresowe zmiany położeń wahadła matematycznego czy fizycznego, masy na sprężynie, struny, membrany czy cząsteczek powietrza w instrumencie muzycznym itp.
- drgania elektromagnetyczne: np. zmiany pól elektrycznych i magnetycznych fali elektromagnetycznej przemieszczającej się np. w powietrzu lub zamkniętej w rezonatorze lasera
- drgania elektryczne: np. drgania kryształu, drgania cząsteczek gazu, tj. cykliczne zmiany odległości między jonami, tworzącymi cząsteczki, drgania jonów ciał stałych (w tym np. drgania sieci krystalicznych, tj. cykliczne zmianach położeń jonów sieci, określane np. względem punktów węzłowych sieci), drgania jonów plazmy w polu magnetycznym lub elektrycznym, powodujące np. zjawisko zorzy polarnej, okresowe zmiany położeń nośników ładunków elektrycznych, np. elektronów w układzie kondensatora i cewki czy w antenie nadawczej stacji radiowej, telefonii komórkowej itp.
- drgania magnetyczne: np. jąder atomów pod wpływem fali elektromagnetycznej.

Powyższe rodzaje drgań można opisać identycznymi równaniami matematycznymi.

## Klasyfikacja drgań
Drgania klasyfikuje się niezależnie od rodzaju drgającego układu a ale na podstawie matematycznych własności funkcji opisujących drgania, albo na podstawie równań określających te funkcje:
1. Ze względu możliwość określenia przebiegu funkcji na podstawie jej wartości w pewnym momencie:
  - deterministyczne,
  - niedeterministyczne.
2. Ze względu na cykliczność:
  - okresowe,
    - harmoniczne

  - nieokresowe,
    - prawie okresowe
3. Ze względu na działanie sił zewnętrznych na układ drgający:
  - autonomiczne zwane swobodnymi,
  - nieatonomiczne,
    - wymuszone,
    - sprzężone,
    - parametryczne
4. Ze względu na to czy równania je opisujące są liniowe:
  - liniowe,
  - nieliniowe.
5. Ze względu na występowanie tłumienia:
  - nietłumione (zachowawcze),
  - tłumione.
6. Najmniejszą liczbę niezależnych funkcji umożliwiających opisanie procesu, zwaną liczbą stopni swobody:
  - o jednym stopniu swobody,
  - o wielu stopniach swobody,
  - o nieskończonej liczbie stopni swobody

## Opis niektórych rodzajów drgań

### Drgania okresowe
Drgania okresowe – powtarzają się w równych odstępach czasu.
Szczególnym przypadkiem jest ruch harmoniczny, powstający pod wpływem siły działającej przeciwnie do wychylenia ciała od położenia równowagi, o wartości proporcjonalnej do wychylenia. Wykres zależności położenia od czasu jest dla takiego ruchu sinusoidą. Ruch anharmoniczny zachodzi dla większych amplitud drgań układu, gdy siła przestaje być proporcjonalna do wychylenia, np. w drganiach wahadła matematycznego, czy drgań molekuł gazu o wysokiej temperaturze.
Drgania nieokresowe – powtarzają się w nierównych odstępach czasu. Szczególnym przypadkiem drgań są tu drgania prawie okresowe.

### Drgania swobodne
Drgania swobodne – występują, gdy na układ nie działa żadna zmienna siła zewnętrzna, która wpływa na proces drgań. Stała siła o niewielkiej wartości lub działająca w układzie liniowym nie wpływa na drgania ciała, jedynie przesuwa położenie równowagi. Układ taki jest zachowawczy, tzn. energia drgań nie zmienia się.

### Drgania nieautonomiczne
Drgania nieautonomiczne – występują, gdy na układ działa siła zewnętrzna mająca wpływ na drgania.
Drgania wymuszone – powstają pod wpływem siły zewnętrznej, okresowo zmiennej. Mogą prowadzić do wielkiego wzrostu amplitudy drgań, a nawet do zniszczenia układu, gdy częstotliwość siły wymuszającej jest bliska lub równa częstotliwości drgań własnych układu – powstaje tzw. rezonans drgań.

### Drgania tłumione
Drgania nieswobodne, tłumione – powstają np. pod wpływem sił tarcia (np. gdy siła jest proporcjonalna do prędkości ciała i przeciwnie skierowana) – wtedy energia drgań zmniejsza się, zamieniając się w energię cieplną; tłumienie drgań układu powstaje też, gdy oddziałuje on na inny układ, oddając mu część lub całość swojej energii, np. w zjawisku rezonansu. Np. W medycynie zjawisko rezonansu magnetycznego, polegające na wzbudzaniu stanów magnetycznych jąder atomowych za pomocą fali elektromagnetycznej stosuje się w ramach jednej z technik tomograficznych, zwanej obrazowaniem rezonansu magnetycznego.

### Drgania samowzbudne
Drgania samowzbudne powstają, gdy energia drgań rośnie lub jest podtrzymywana na stałym poziomie kosztem energii, dostarczanej do układu, pomimo występowania tłumienia.